# Брянская епархия
Бря́нская епа́рхия — епархия Русской православной церкви, объединяющая приходы и монастыри в восточной части Брянской области (в границах города Брянска, а также Брасовского, Брянского, Выгоничского, Дубровского, Дятьковского, Жирятинского, Жуковского, Карачевского, Комаричского, Навлинского, Рогнединского, Севского, Суземского районов). Входит в состав Брянской митрополии.
Правящий архиерей — Александр (Агриков), митрополит Брянский и Севский.

## История
Епископская кафедра в Брянске существовала с середины XIII века, когда князь Роман Михайлович Старый, вслед за переносом столицы своего княжества из Чернигова в Брянск, сумел добиться перевода в свою новую столицу и черниговской кафедры. Брянская епархия продолжала существовать и после вхождения Брянского княжества в состав Великого княжества Литовского (1356).
Небольшой промежуток времени в Брянске находилась кафедра митрополита Киевского и всея Руси, перенесённая сюда из разорённого Киева в конце XIII века митрополитом Максимом. Позднее Максим перенёс кафедру в Суздаль, а в 1299 году — во Владимир.
В 1500 году значительная часть бывшей Брянской епархии, включая города Чернигов, Брянск, Стародуб и Новгород-Северский, была присоединена к Московскому государству и вошла в ведение Московской митрополии. Эти земли были отнесены к Смоленской епархии, чьи архиереи с этого времени назывались Смоленскими и Брянскими.
Указом царя Михаила Фёдоровича от 20 мая 1625 года, города Брянск, Севск и Карачев вошли в Патриаршую область, почему титул Брянский с тех пор не упоминался в наименовании кафедр.
На Соборе в ноябре 1681 года царь Фёдор Алексеевич предложил учредить в подчинении Смоленского митрополита 2 епископские кафедры — в Брянске и в Вязьме. Участники Собора 1681—1682 годов отказались от учреждения подчинённых епископских кафедр, чтобы «в архиерейском чине не было какого церковного разгласия».
С 1764 по 1788 годы территория Брянской епархии входила в полусамостоятельное Севское викариатство Московской епархии.
С учреждением 6 мая 1788 года Орловской епархии земли нынешней Брянской епархии вошли в её состав.
1 апреля 1918 года епископ Орловский и Севский Серафим (Остроумов) в своем рапорте Священному Синоду просил организовать викарную Брянскую кафедру и предлагал архимандрита Илариона (Троицкого) сделать епископом-викарием своей епархии с титулом «Брянский и Мценский», однако эти планы не осуществились.
22 декабря 1920 года, после создания 1 апреля 1920 года Брянской губернии, была основана и Брянская епархия. На территории епархии к моменту образования действовало более 300 храмов.
Во время немецкой оккупации, территория Брянской области была включена в Смоленско-Брянскую епархию Белорусской Православной Церкви.
В 1946 году её территория включена в состав Орловской. Епископы именовались Орловскими и Брянскими.
Брянская епархия была возрождена решением Священного Синода от 26 февраля 1994 года путём выделения из Орловской епархии. Ко времени возобновления епархии в Брянской обл. действовали 84 прихода, 3 монастыря (2 мужских и женский), численность духовенства епархии составляла 105 священнослужителей.
Решением Священного Синода от 29 мая 2013 года из состава Брянской епархии была выделена Клинцовская со включением обеих епархий в состав новообразованной Брянской митрополии.

## Архиереи
- Амвросий (Смирнов) (22 декабря 1920 — 25 мая 1924)
- Агапит (Борзаковский) (15 ноября 1923 — 21 декабря 1929) до 25 мая 1924 — в/у, епископ Карачевский
- Матфий (Храмцев) (1930 — 7 апреля 1931)
- Даниил (Троицкий) (12 мая 1931 — 30 марта 1934)
- Иоасаф (Шешковский-Дрылевский) (5 апреля 1934 — 15 декабря 1935)
- Ювеналий (Машковский) (6 марта — 30 июля 1936)
- Иоанн (Соколов) (30 июля 1936 — 1937) в/у, епископ Егорьевский, затем — Волоколамский
  - 1945—1994 — в составе Орловской епархии
- Мелхиседек (Лебедев) (26 февраля 1994 — 13 марта 2002)
- Феофилакт (Моисеев) (20 апреля 2002 — 28 декабря 2011)
- Александр (Агриков) (с 28 декабря 2011)

## Викариатстства
- Новозыбковское (спорно)
- Стародубское (спорно)

## Благочиния и благочинные
Епархия разделена на 12 церковных округов (по состоянию на октябрь 2022 года):
- Брянское градское благочиние — протоиерей Сергий Рысин
- Брянское районное благочиние — иерей Константин Серенков
- Брасовское благочиние — иерей Аркадий Кунегин
- Выгоничское благочиние — иерей Иоанн Травиничев
- Дятьковское благочиние — иерей Павел Корнеев
- Жуковское благочиние — протоиерей Рустик Богатырев
- Карачевское благочиние — протоиерей Владимир Сафронов
- Комаричское благочиние — и. о. благочинного иерей Игорь Островский
- Навлинское благочиние — иерей Тимофей Учватов
- Севское благочиние — иерей Константин Балин
- Суземское благочиние — иерей Алексий Серебряков
- Монастырское благочиние — игумен Даниил (Цупиков)

## Монастыри
Мужские
- Свенский Успенский монастырь в Брянске
- Белобережская Иоанно-Предтеченская пустынь в Брянске
- Карачевский Воскресенский монастырь в селе Бережок Карачевского района
- Брянский Горно-Никольский монастырь
- Площанская Богородицкая Казанская пустынь в посёлке Пчела Брасовского района
- Севский Свято-Троицкий монастырь в Севске

Женские
- Севский Крестовоздвиженский монастырь в Севске
- Брянский Петропавловский монастырь в Брянске
- Карачевский Николо-Одрин монастырь в селе Одрино Карачевского района
- Севский Спасо-Преображенский монастырь в Севске